# كسيروبوتاموس (دراما)
كسيروبوتاموس (Ξηροπόταμος) هي مدينة في دراما في مقاطعة فوريا إلادا في اليونان.